# Bahnhof Meitetsu Ichinomiya
Der Bahnhof Meitetsu Ichinomiya (jap. 名鉄一宮駅, Meitetsu Ichinomiya-eki) ist ein Bahnhof auf der japanischen Insel Honshū. Er wird von der Bahngesellschaft Meitetsu (Nagoya Tetsudō) betrieben und befindet sich in der Präfektur Aichi auf dem Gebiet der Stadt Ichinomiya, nordwestlich von Nagoya. Unmittelbar nebenan befindet sich der Bahnhof Owari-Ichinomiya von JR Central.

## Verbindungen
Meitetsu Ichinomiya ist ein Trennungsbahnhof an der Meitetsu Nagoya-Hauptlinie, der wichtigsten Bahnstrecke der Gesellschaft Meitetsu, die von Toyohashi über Nagoya nach Gifu führt. Von dieser zweigt in zwei Richtungen die Meitetsu Bisai-Linie ab, einerseits nach Tamanoi, andererseits nach Yatomi.
An Werktagen verkehren auf der Nagoya-Hauptlinie tagsüber zehn Züge je Stunde, während der Hauptverkehrszeit bis zu 13. Von besonderer Bedeutung sind die µSky-Schnellzüge, die während der Hauptverkehrszeit Ichinomiya mit dem Flughafen Chūbu verkehren und ausschließlich aus Erstklasswagen zusammengesetz sind. Außerdem werden drei Gattungen von Eilzügen im Halbstundentakt mit unterschiedlichen Streckenverläufen angeboten. Die Rapid Limited Express verbinden Meitetsu Gifu mit Meitetsu Nagoya, Chiryū und Toyohashi, die Limited Express verkehren von Gifu über Nagoya und Ōtagawa zum Flughafen Chūbu, die Express von Ichinomiya über Nagoya und Chiryū nach Toyohashi. Weitere Express-Züge verbinden während der Hauptverkehrszeit Ichinomiya mit Meitetsu Nagoya, Chiryū und Toyokawa-Inari. Nahverkehrszüge mit Halt an allen Bahnhöfen fahren im Viertelstundentakt zwischen Gifu und Sukaguchi.
Auf der Bisai-Linie gibt es in Richtung Tamanoi einen Halbstundentakt mit Nahverkehrszügen. Zwischen Ichinomiya und Morikami verkehren diese im Viertelstundentakt, von dort aus weiter alle 30 Minuten bis Tsushima. Meitetsu Ichinomiya ist ein bedeutender Knotenpunkt des lokalen und regionalen Busverkehrs. An das nordwestliche Ende des Bahnhofs angebaut ist ein großer Busterminal. Er umfasst vier Bussteige und drei unterschiedliche Ausstiegsbereiche. Bedient wird er von mehr als einem Dutzend Linien der Gesellschaften Meitetsu Bus und i-bus. Ebenso gibt es die Möglichkeit, zum Bahnhof Owari-Ichinomiya an der Tōkaidō-Hauptlinie zu gelangen.

## Anlage
Der Bahnhof steht an der Grenze zwischen den Stadtteilen Sakae im Osten und Shinsei im Westen. Einige hundert Meter entfernt befinden sich der Shintō-Schrein Masumida-jinja und die Shubun-Universität. Ansonsten ist die Umgebung von Wohn- und Geschäftsvierteln mittlerer Dichte geprägt. Die auf einem Viadukt befindliche Anlage ist annähernd von Norden nach Süden ausgerichtet und umfasst vier Gleise, die alle dem Personenverkehr dienen und Züge mit bis zu zehn Wagen aufnehmen können. Die Gleise liegen an zwei vollständig eingehausten Mittelbahnsteigen. Ein breiter, unter dem Viadukt gelegener zentraler Korridor in West-Ost-Richtung dient als Verteilerebene. Von dort aus sind die Bahnsteige über Treppen, Rolltreppen und Aufzüge erreichbar. Im Osten stellt der Korridor die Verbindung zum benachbarten Bahnhof Owari-Ichinomiya her. An die Westseite des Viadukts angebaut ist das Empfangsgebäude, das in ein lang gezogenes Parkhaus integriert ist, an dieses wiederum ein sieben Stockwerke hohes Gebäude (bis 2024 als Kaufhaus genutzt).
Im Fiskaljahr 2020 nutzten durchschnittlich 27.760 Fahrgäste täglich den Bahnhof.

## Bilder

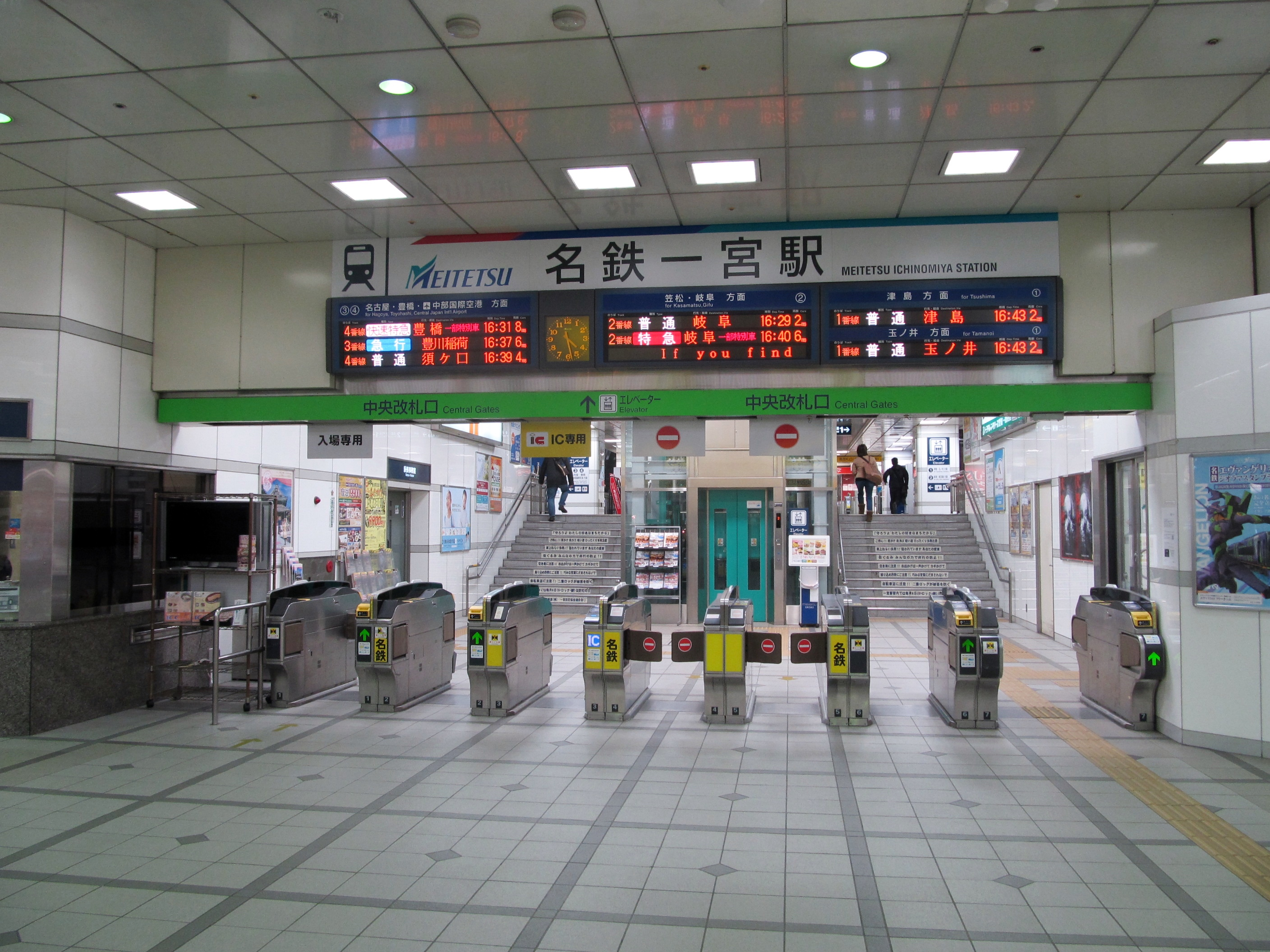
Bahnsteigsperren
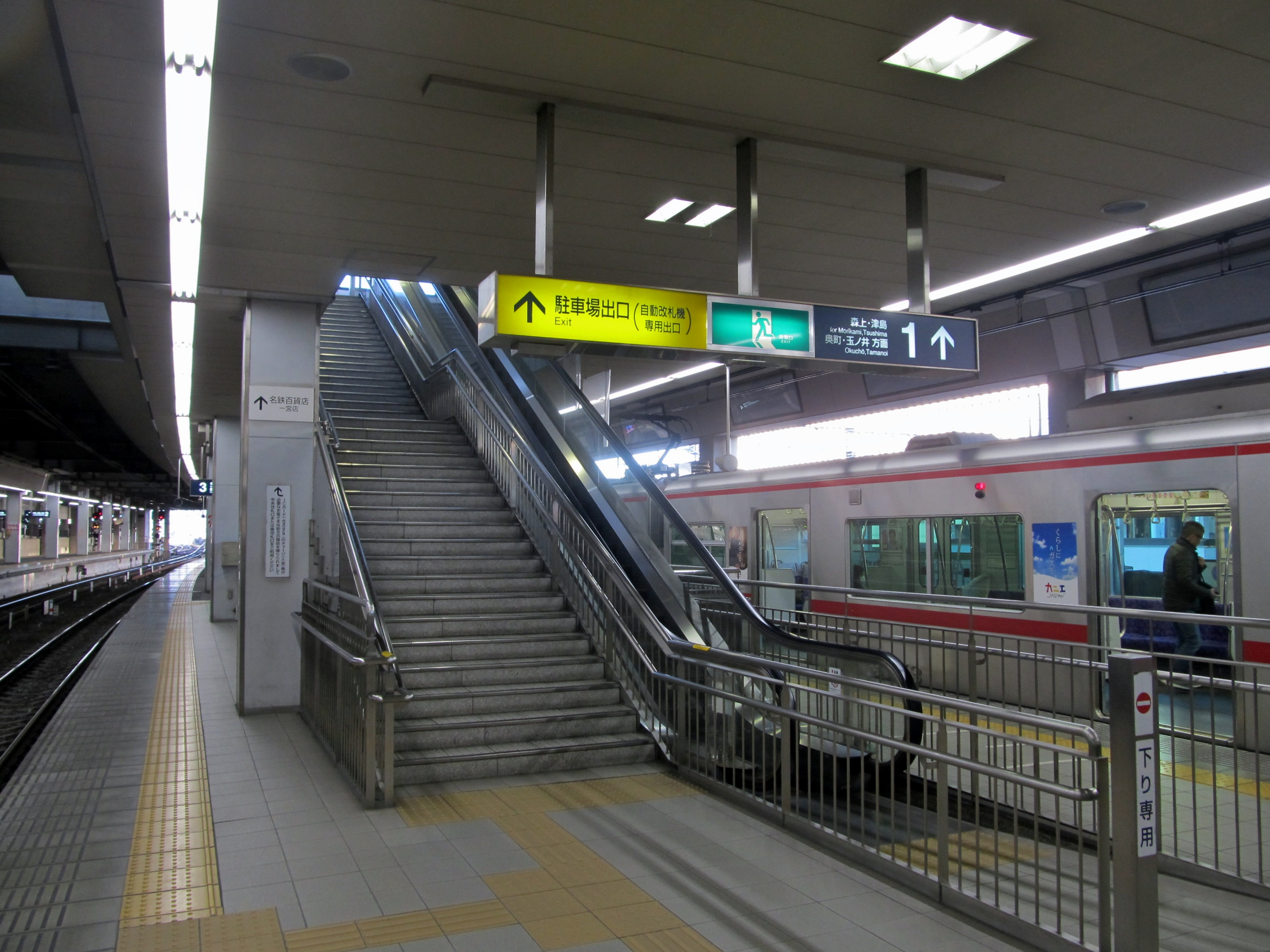
Bahnsteig
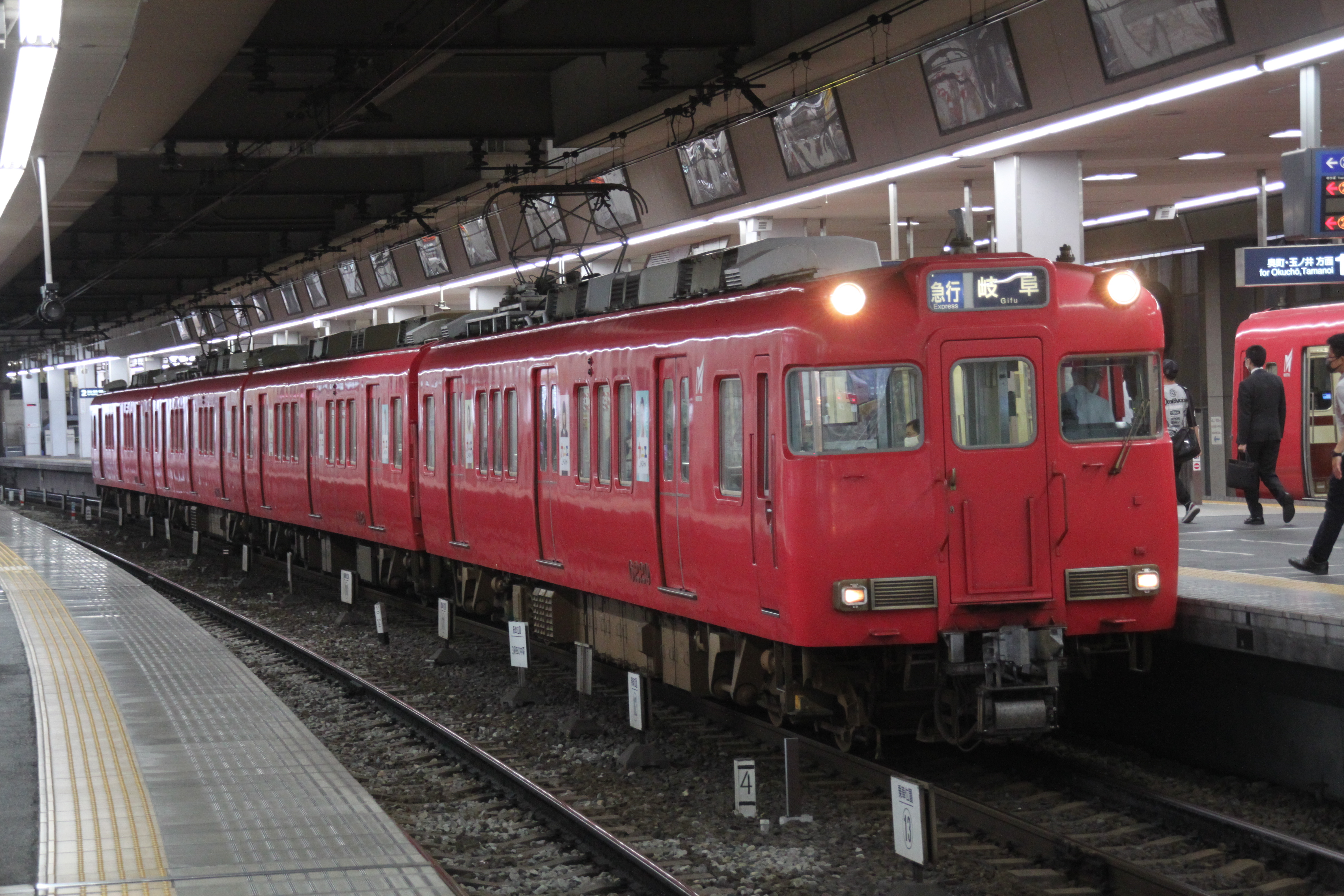
Triebwagen der Baureihe 6000
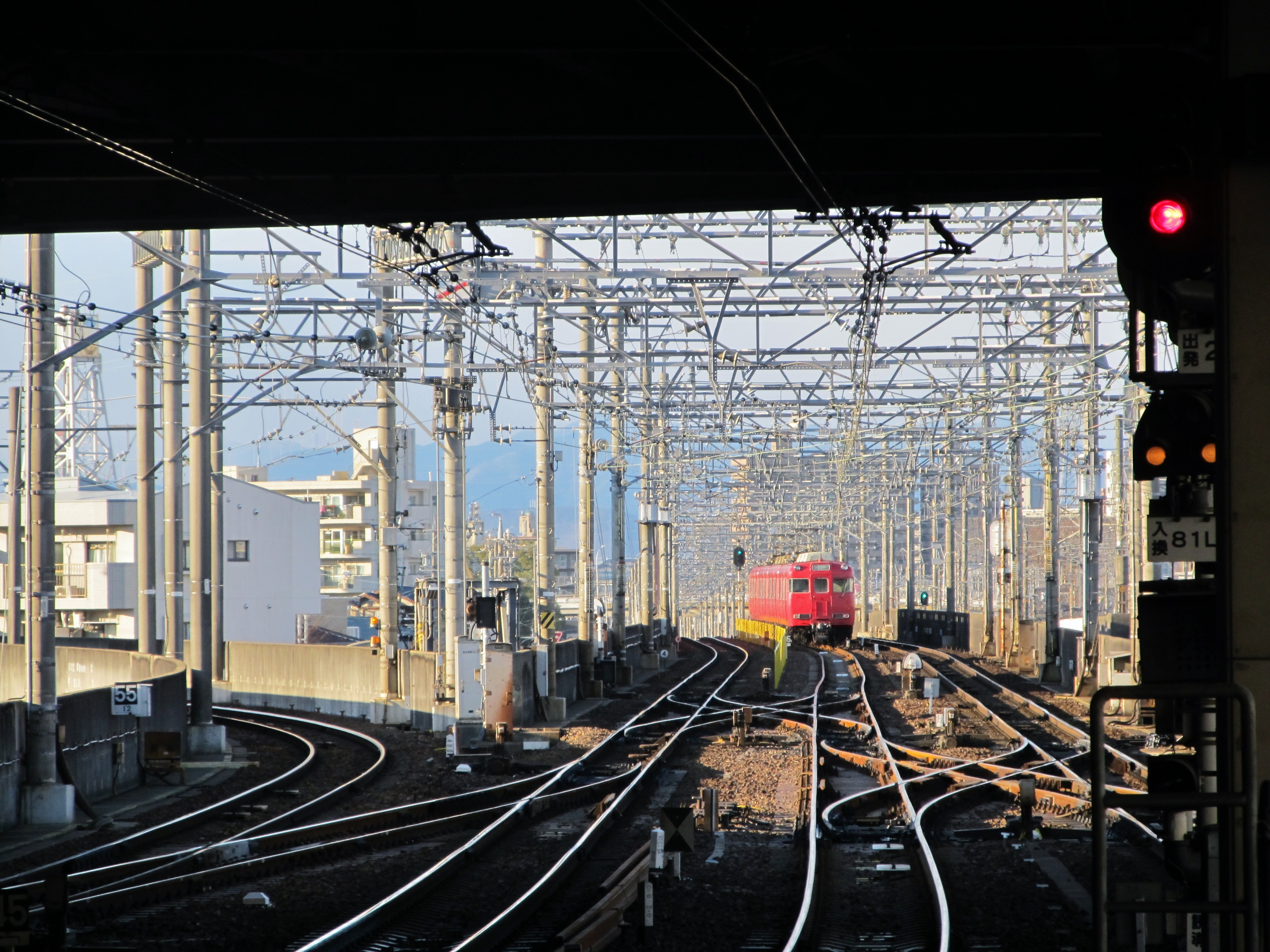
Ansicht in Richtung Norden
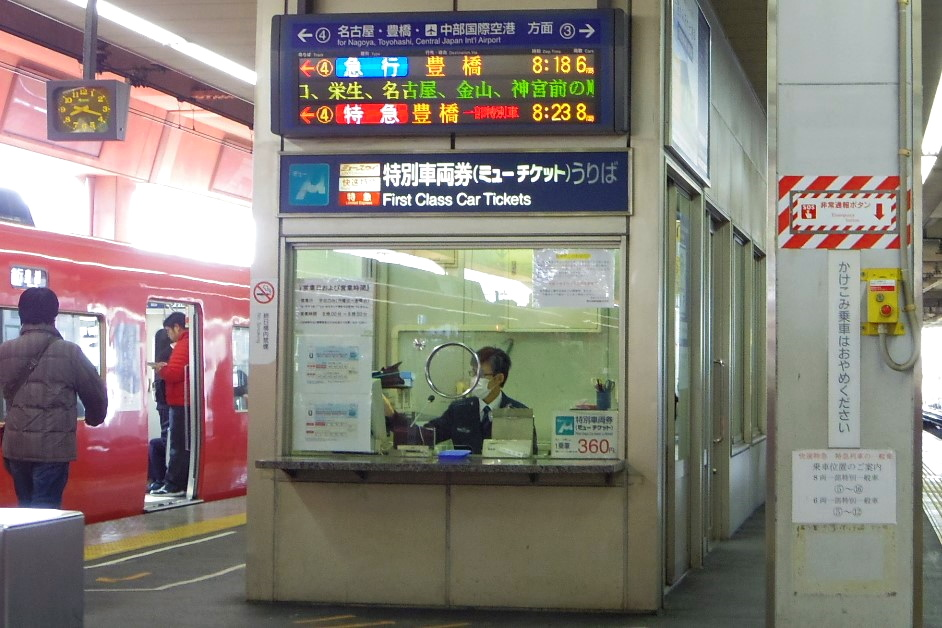
Mu-Ticketschalter auf den Gleisen 3 und 4

## Linien
| Verlauf der Meitetsu Nagoya-Hauptlinie |
| --- |
| Toyohashi • Ina • Odabuchi • Kō • Goyu • Meiden Akasaka • Meiden Nagasawa • Motojuku • Meiden Yamanaka • Fujikawa • Miai • Otogawa • Higashi-Okazaki • Okazakikōen-mae • Yahagibashi • Utō • Shin-Anjō • Ushida • Chiryū • Hitotsugi • Fujimatsu • Toyoake • Zengo • Chūkyō-keibajō-mae • Arimatsu • Sakyōyama • Narumi • Moto Hoshizaki • Moto Kasadera • Sakura • Yobitsugi • Horita • Jingū-mae • Kanayama • Sannō • Meitetsu Nagoya • Sakō • Higashi-Biwajima • Nishi-Biwajima • Futatsu-iri • Shinkawa-bashi • Sukaguchi • Marunouchi • Shin-Kiyosu • Ōsato • Okuda • • Kōnomiya • Shima-ujinaga • Myōkōji • Meitetsu Ichinomiya • Imaise • Iwato • Shin-Kisogawa • Kuroda • Kisogawa-zutsumi • Kasamatsu • Ginan • Chajo • Kanō • Meitetsu Gifu |

## Gleise

Gleisplan inkl. Bahnhof Owari-Ichinomiya (unten)

| 1   | ▉ Meitetsu Bisai-Linie       | Tsushima • Yatomi                                      |
| 1   | ▉ Meitetsu Bisai-Linie       | Tamanoi                                                |
| 2/3 | ▉ Meitetsu Nagoya-Hauptlinie | Meitetsu Gifu                                          |
| 3/4 | ▉ Meitetsu Nagoya-Hauptlinie | Meitetsu Nagoya • Chiryū • Toyohashi / Flughafen Chūbu |

## Geschichte

Gleisplan von 1980

Die Bahngesellschaft Bisai Tetsudō eröffnete den Bahnhof am 24. Januar 1900 unter dem Namen Shin-Ichinomiya (新一宮), zusammen mit dem von Hagiwara bis hierhin führenden Abschnitt der Bisai-Linie. Am 14. August 1914 folgte die Verlängerung in Richtung Tamanoi und Kisogawa-bashi. Von dort aus führte eine Fußgängerbrücke über den Kiso nach Kasamatsu und ermöglichte damit eine Verbindung zur Überlandstraßenbahn nach Gifu. Am 15. Februar 1924 nahm die Okoshi-Linie, eine vom Bahnhof ins Stadtzentrum führende Straßenbahnlinie, ihren Betrieb auf. Die Bisai Tetsudō wiederum eröffnete am selben Tag das Teilstück Kōnomiya–Ichinomiya der späteren Meitetsu Nagoya-Hauptlinie, was direkte Verbindungen nach Nagoya ermöglichte.
Im darauf folgenden Jahr wurde die Bisai Tetsudō von der Nagoya Tetsudō übernommen, die ihrerseits 1930 in der Meigi Tetsudō aufging. Ab 29. April 1935 war es möglich, von Ichinomiya aus ohne Umsteigen auch nach Gifu zu gelangen. Drei Monate später gingen der Bahnhof und die Strecken an die Meitetsu über. Diese zog die Okoshi-Linie am 24. Dezember 1952 aus dem Bahnhofsbereich zurück und legte sie ein halbes Jahr später ganz still. Im Dezember 1963 wurde einer der Bahnsteige der Bisai-Linie entfernt, wodurch es möglich war, einen überlasteten Bahnsteig an der Nagoya-Hauptlinie zu verbreitern. Am 10. Februar 1966 stellte die Meitetsu den Güterverkehr ein und entfernte auch ein Verbindungsgleis zur Tōkaidō-Hauptlinie der Japanischen Staatsbahn.
Zwei Jahrzehnte später wurde das ursprüngliche Empfangsgebäude abgerissen und wich einem Provisorium, das ab 26. März 1989 zur Verfügung stand. Diese Maßnahme stand im Zusammenhang mit der Höherlegung der zuvor ebenerdig verlaufenden Nagoya-Hauptlinie auf einen Viadukt. Sie war notwendig geworden, da die höhengleichen Bahnübergänge rund um den Bahnhof immer länger geschlossen blieben und zunehmend ein Verkehrshindernis darstellten. Der neue Bahnsteig der Nagoya-Hauptlinie ging am 21. Februar 1993 in Betrieb, ebenfalls die neue zentrale Unterführung hinüber zum Bahnhof Owari-Ichinomiya. 1994 folgte die Eröffnung des neuen Empfangsgebäudes und des Parkhauses. Am 27. November 1994 erhielt die Bisai-Linie in Richtung Tsushima ebenfalls einen neuen Bahnsteig, wodurch der nach Tamanoi führende Streckenteil von den übrigen Gleisen isoliert war. Es gab zunächst Überlegungen, den Abschnitt Ichinomiya–Tamanoi stillzulegen, doch die Meitetsu änderte ihre Haltung und nahm auch dort eine Höherlegung der Trasse vor. So war die unterbrochene Bisai-Linie ab 29. Juli 1995 wieder durchgehend befahrbar.
Angrenzend an das Empfangsgebäude ließ die Meitetsu Group ein siebengeschossiges Hochhaus errichten, das im November 2000 seine Tore öffnete. Es beherbergte das Kaufhaus Meitetsu Department Store, das von seinem ursprünglichen Standort hierher umgezogen war. Am 29. Januar 2005 erhielt der Bahnhof seinen heutigen Namen. Im April 2023 gab die Meitetsu Group die bevorstehende Schließung des Kaufhauses bekannt und nannte als Grund die Konkurrenz durch Einkaufszentren am Stadtrand und den Onlinehandel. Letzter Verkaufstag war der 31. Januar 2024.